# Humberto Mata
Humberto Mata (Tucupita, Delta Amacuro, 3 de febrero de 1949-Caracas, 26 de agosto de 2017) fue un escritor venezolano. Fue presidente de la Fundación Biblioteca Ayacucho.

## Biografía
Narrador, ensayista y crítico de arte. Cursó estudios de matemáticas y filosofía en la Universidad Central de Venezuela. Formó parte del grupo «En Haa» y de «Falso Cuaderno». Miembro fundador de la Galería de Arte Nacional, colaborador en numerosas páginas literarias y de crónicas de periódicos venezolanos, docente en el Instituto Universitario de Estudios Superiores de Artes Plásticas Armando Reverón. 
Participó en diversos congresos internacionales. Obtuvo el Premio Conac de Narrativa en 1978, y en 1992 ganó el Concurso de Cuentos de El Nacional, por el relato titulado «Boquerón». En 2003 obtuvo el Premio Municipal de Literatura, mención narrativa, por el libro Boquerón y otros relatos (2002). 
Su narrativa «cuenta con un estilo impecable —en palabras de José Balza—, una transparencia gramatical que asordina el magnífico empleo de los verbos y la adjetivación, el tramado de las comas, que al fluir de la anécdota parecen desconfiar de lo narrado».
Murió en Caracas el 26 de agosto de 2017 a los 68 años. Lo sobreviven sus hijas María Alexandra Mata Sebastiani y Nabaida Mata Sebastiani, sus nietos Carla Velásquez Mata, Alexandra Velásquez Mata, Santiago Larez Mata, Camila Jiménez Mata y Madeleine Chirinos Mata. Dejó un legado literario extenso y muy recordado. Uno de los grandes literatos de los últimos 50 años de Venezuela.
En el capítulo Delta Amacuro de la 18° edición de la Ferial del Libro de Venezuela, llevada a cabo entre el 7 y el 9 de julio de 2022, tres de sus obras literarias fueron presentadas: "Boquerón y otros relatos", "Pie de Página" y "El otro Delta", y su obra en general fue objeto de estudio dentro de los talleres desarrollados el 8 de julio, afianzándose así su contribución a la literatura contemporánea del país.

## Obra

### Narrativa
- Imágenes y Conductos. Cuentos, Monte Ávila Editores (1970)
- Distracciones. Antología del Relato Venezolano, 1960-1974, Monte Ávila Editores (1974)
- Pieles de Leopardo. Cuentos, Monte Ávila Editores (1978)
- Luces, Cuentos, Monte Ávila Editores (1983)
- Toro-Toro. Cuentos, Alfadil (1991)
- Pieles de Leopardo. Antología Personal, Serie Rayuela Internacional, Universidad Nacional Autónoma de México (1992)
- Pie de página, Ediciones Troya (1999)
- Boquerón y otros relatos, Monte Ávila Editores (2002)
- Pie de página, Editorial El Perro y la Rana (2007)
- Revelaciones a una dama que teje, Monte Ávila Editores (2007)
- La mujer emplumada, Artepoética press (2016)

### Antologías
- El Cuento Venezolano, Caracas, 1985. h
- Venezuelan Short Stories, Antología de Cuentos Venezolanos, Edición bilingüe inglés-castellano, Caracas, 1991.
- Translation. The Journal of Literary Translation, Volume XXIX, Venezuelan Issue, New York, 1994.
- 2 Veces Bueno 2. Más cuentos brevísimos latinoamericanos, Buenos Aires, Argentina, 1997.